# MSN TV
MSN TV (раніше WebTV) був продуктом доступу до Інтернету, що складався з тонкого клієнтського пристрою, який використовував телевізор для відображення (замість використання монітора комп'ютера), і онлайн-сервісу, який його підтримував. Оригінальний дизайн пристрою та сервіс WebTV були розроблені компанією WebTV Networks, Inc., заснованою в 1995 році. Продукт WebTV було анонсовано в липні 1996 року та пізніше випущено 18 вересня 1996 року. У квітні 1997 року компанію придбала корпорація Microsoft і в липні 2001 року було перейменовано в MSN TV і приєднано до MSN.
У той час як більшість тонких клієнтів, розроблених у середині 1990-х, позиціонувалися як бездискові робочі станції для корпоративних інтрамереж, WebTV позиціонувалося як споживчий продукт, орієнтований насамперед на тих, хто шукає недорогу альтернативу комп'ютеру для доступу до Інтернету. Пристрої WebTV і MSN TV дозволили підключити телевізор до Інтернету, головним чином для перегляду веб-сторінок і електронної пошти . Сервіс WebTV/MSN TV, однак, також пропонував власні ексклюзивні послуги, такі як служба групи новин «огорожений сад», новини та звіти про погоду, сховище для закладок користувачів (Вибране), IRC (і деякий час MSN Chat) чати, послуга Page Builder, яка дозволяє користувачам WebTV створювати та розміщувати веб-сторінки, якими згодом можна буде поділитися з іншими за допомогою посилання, можливість відтворювати фонову музику з попередньо визначеного списку пісень під час серфінгу в Інтернеті, спеціальні розділи для агрегованого вмісту, що охоплює різні теми (розваги, романтика, акції тощо), а через кілька років після того, як Microsoft викупила WebTV, інтеграція з MSN Messenger і Hotmail . Налаштування включало тонкий клієнт у формі телевізійної приставки, пульт дистанційного керування, підключення до мережі за допомогою віддаленого доступу або з впровадженням Rogers Interactive TV і MSN TV 2, можливість використання широкосмугового зв'язку та бездротового зв'язку. клавіатури, яка продавалася додатково до 2000-х років.
Послуга MSN TV проіснувала 18 років, припинила роботу 30 вересня 2013 року, дозволяючи передплатникам переносити свої дані задовго до настання цієї дати.
Оригінальна мережа WebTV покладалася на бекенд-мережу Solaris  і телефонні лінії для надання послуг клієнтам через комутоване з'єднання з «фронтенд-серверами», які спілкуються безпосередньо з пристроями за допомогою спеціального протоколу, протоколу WebTV (WTVP), для автентифікації. користувачів і доставляти вміст у коробки. Однак для MSN TV 2 використовувалася абсолютно нова служба на основі серверів IIS і звичайних служб HTTP/HTTPS.